# 9554 Dumont
9554 Dumont (1985 XA) là một tiểu hành tinh vành đai chính bên trong được phát hiện ngày 13 tháng 12 năm 1985 bởi R. Chemin ở Caussols.